# Corispermum tylocarpum
Corispermum tylocarpum là loài thực vật có hoa thuộc họ Dền. Loài này được Hance mô tả khoa học đầu tiên năm 1868.